# 横須賀市立鷹取小学校
横須賀市立鷹取小学校（よこすかしりつ たかとりしょうがっこう）は、神奈川県横須賀市湘南鷹取にある公立小学校。

## 沿革
- 1975年（昭和50年）
  - 3月 - 校舎を落成[1]。
  - 4月 - 横須賀市立追浜小学校より分離開校。
  - 6月28日 - 開校式を実施、この日を創立記念日に制定[1]。
  - 11月 - 校章を制定[1]。

## 通学区域
湘南鷹取地区の全域

## 進学先の中学校
基本的に横須賀市立鷹取中学校へ進学する。
2005年度から2020年度までは公立学校選択制を導入し、横須賀市立追浜中学校または横須賀市立田浦中学校へ通うことができた。

## アクセス
- 京浜急行バス「たかとり小学校」バス停から徒歩すぐ

## 周辺
- 鷹取山
  - 鷹取山公園
  - 鷹取山の磨崖仏

## 著名な出身者
- 橘ケンチ - ダンサー・俳優（EXILE THE SECONDメンバー）[5]